# Dirección Nacional de Desarrollo de la Comunidad
La Dirección Nacional de Desarrollo de la Comunidad (DINADECO) es la institución adscrita al Ministerio de Gobernación y Policía de Costa Rica encargada de facilitar procesos de promoción, organización y fortalecimiento a las organizaciones de desarrollo comunal del país, para promover su participación social, democrática y activa en el desarrollo local y nacional. Su actual titular es Franklin Corella Vargas.

## Historia
La Dirección Nacional de Desarrollo de la Comunidad fue establecida por medio de la Ley sobre el Desarrollo de la Comunidad, N.º 3859, del 7 de abril de 1967. Antes de su creación acontecieron varios hechos y se ejecutaron programas que sirvieron de base para el establecimiento de la anterior ley y como instrumento básico para la creación de la DINADECO y del desarrollo de las organizaciones comunitarias del país.

### Antecedentes
El 21 de julio de 1920, el presidente Julio Acosta García crea las Juntas Patrióticas de Salud, pequeñas organizaciones locales que tuvieron el fin de buscar apoyo popular para algunas medidas de carácter social y de salud pública. Estas fueron las primeras organizaciones de este tipo en existir en el país.
En la década de 1930, del siglo XX, mientras que Costa Rica sufría las consecuencias de la crisis económica internacional, se comenzaron a desarrollar en el país varias organizaciones comunales denominadas como “juntas progresistas” o “comités de barrio”, las cuales se encargaron de organizar, entre los habitantes de diferentes de las comunidades afectadas por la crisis, maneras de presionar al gobierno para que solucionara lo que les aquejaba. Posterior a la crisis, estas organizaciones  permanecieron vigentes y desarrollaron nuevas funciones, entre ellas las de capacitar líderes comunales y continuar presionando a los diferentes gobiernos ante los nuevos problemas que aquejían a las comunidades.
En 1955, después de los acontecimientos sucedidos alrededor de la Guerra Civil de 1948, las juntas progresistas se organizan en un solo organismo, la Federación Nacional de Juntas Progresistas (FENAJUP), que se destinó a estudiar y organizar acciones conjuntas entre las diferentes organizaciones locales del país para cumplir con las nuevas necesidades comunales. El gobierno, ante el surgimiento de este nuevo organismo, se dedicó a buscar asesoría internacional para implementar un programa nacional para el desarrollo de las comunidades. Uno de los resultados fue la organización de un equipo de trabajo, liderado por el entonces Ministerio de Salubridad Pública y Protección Social en 1958, para la ejecución de políticas y programas comunitarios, de la mano de la Organización de las Naciones Unidas. A partir de ello, surge el Programa Nacional de Desarrollo Social y de la Comunidad, encargado de estudiar y valorar la creación de un organismo público encargado de coordinar con las organizaciones locales.
Después de varios años de estudio y de presión por parte de las organizaciones comunales, el gobierno de Francisco Orlich Bolmarcich acuerda crear, en marzo de 1964, la Oficina Nacional de Desarrollo Social y de la Comunidad, adscrita a la entonces Oficina de Planificación Nacional. Este organismo fue dirigido por un Consejo Consultivo, conformado por representantes de otras instituciones públicas. En septiembre de 1965, se crea la Oficina para el Desarrollo de las Comunidades Rurales, la cual colaboró de la mano de la Oficina Nacional con las organizaciones comunales rurales del país. Posteriormente, en 1966, el gobierno de la República comenzó a organizar el Proyecto sobre Desarrollo Integral de la Comunidad y el Consejo Nacional de Desarrollo de la Comunidad, cuya misión era la de dirigir la política nacional en la materia con una base regional. El proyecto además sirvió para la creación de la Ley sobre el Desarrollo de la Comunidad.

### Establecimiento
El 7 de abril de 1967, después de varios años de planificación, y durante la presidencia de José Joaquín Trejos Fernández, el proyecto de Ley sobre el Desarrollo de la Comunidad es aprobado por la Asamblea Legislativa. Su primer reglamento se promulgó el 27 de junio del mismo año y entró en vigor a partir del 1 de enero de 1968. Mediante esta Ley, la Oficina para el Desarrollo de las Comunidades Rurales es transformada en la Dirección Nacional de Desarrollo de la Comunidad (DINADECO). En febrero de 1971, se establecieron las primeras oficinas regionales, localizadas en San José, San Isidro de El General, Heredia, Alajuela, Naranjo, Ciudad Quesada, Cartago, Cañas, Nicoya, Puntarenas, Golfito y Limón.
En 1982, al Luis Alberto Monge Álvarez asumir la presidencia de la República, la DINADECO es trasladada al Ministerio de Gobernación y Policía como un órgano adscrito.

## Funciones
De acuerdo con su ley orgánica, la Dirección Nacional de Desarrollo de la Comunidad tiene, entre algunas de sus funciones, las siguientes:
- Promover la creación de oportunidades para el perfeccionamiento integral de la persona humana, descubrir sus capacidades y cualidades y canalizarlas en beneficio de la comunidad y del país.
- Establecer el clima propicio para la creación de nuevos valores y la adaptación de nuevos hábitos y actitudes, a través de un proceso de perfeccionamiento interno de la población que asegure su participación activa y consciente en la decisiones y acciones para resolver los problemas económicos y sociales que la afectan.
- Crear, por medio de un proceso educativo de perfeccionamiento individual y de las instituciones democráticas, una conciencia colectiva de responsabilidad mutua por el desarrollo nacional en todos los órdenes, por medio del estímulo y orientación de organizaciones distritales, cantonales, provinciales, regionales y nacionales.
- Coordinar y orientar los programas públicos y privados para la aplicación de los principios, métodos y técnicas del desarrollo de la comunidad.
- Realizar estudios e investigaciones sociales y contribuir a establecer los canales adecuados en ambas direcciones entre las comunidades y los organismos técnicos, administrativos, legislativos y políticos en general.
- Planear y promover la participación activa y organizada de las poblaciones en los programas nacionales, regionales o locales de desarrollo económico y social.
- Evaluar permanentemente los programas de desarrollo de la comunidad, para garantizar su ajuste a los principios y técnicas adoptados por la presente ley y su respectivo reglamento.
- Entrenar al personal necesario en los distintos niveles, especialidades y categorías, en el uso y manejo de las técnicas de desarrollo de la comunidad.
- Asesorar técnicamente en los aspectos de investigación, planeamiento, ejecución, organización y evaluación, a personas y entidades que tengan bajo su responsabilidad programas de desarrollo de la comunidad.
- Coordinar la asistencia técnica y económica internacional de cualquier clase que se dé al país, para promover el desarrollo comunal.
- Inscribir, conforme a esta ley, a las asociaciones y grupos para el desarrollo de la comunidad, ya existentes o que lleguen a establecerse.

## Estructura
La Dirección Nacional de Desarrollo de la Comunidad se estructura en las siguientes direcciones y departamentos:
- La Dirección Técnica Operativa
  - Departamento de Financiamiento Comunitario
  - Departamento de Capacitación Regional
  - Direcciones Regionales de Desarrollo de la Comunidad
- La Dirección Legal y de Registro
  - Departamento Legal
  - Departamento de Registro
- La Dirección Administrativa Financiera
  - Departamento de Recursos Humanos
  - Departamento Financiero Contable
  - Departamento de Bienes y Suministros
  - Departamento de Servicios Generales

### Directores Nacionales
La Dirección Nacional de Desarrollo de la Comunidad está presidida por un o una directora nacional nombrada por el presidente de la República. El director, además, asumirá la dirección ejecutiva del Consejo Nacional de Desarrollo de la Comunidad, integrada por el ministro de Gobernación y Policía o su representante, un ministro de otra cartera o su representante, tres representantes de las asociaciones de desarrollo y dos de la Unión Nacional de Gobiernos Locales (UNGL), todos nombrados por el presidente de la República mediante un decreto ejecutivo.
Leyenda
     Unificación Nacional      Liberación Nacional      Coalición Unidad      Unidad Social Cristiana      Acción Ciudadana
| N. | Nombre                      | Periodo en el cargo | Periodo en el cargo | Administración               | Administración                    | Ref.   |
| N. | Nombre                      | Inicio              | Final               | Administración               | Administración                    | Ref.   |
| -- | --------------------------- | ------------------- | ------------------- | ---------------------------- | --------------------------------- | ------ |
| 1  | Jorge Luis Arce Sáenz       | 7 de abril de 1967  | 8 de mayo de 1970   |                              | José Joaquín Trejos Fernández     | [ 5 ]  |
| 2  | José Luis González Ramos    | 8 de mayo de 1970   | 8 de mayo de 1974   |                              | José María Figueres Ferrer        | [ 5 ]  |
| 2  | José Luis González Ramos    | 8 de mayo de 1974   | 1975                | Daniel Oduber Quirós         |                                   | [ 5 ]  |
| 3  | Mireya Guevara Fallas       | 1975                | 8 de mayo de 1978   | Daniel Oduber Quirós         |                                   | [ 5 ]  |
| 4  | Guillermo Rojas Ugalde      | 8 de mayo de 1978   | 1979                |                              | Rodrigo Carazo Odio               | [ 5 ]  |
| 5  | Oscar Rodríguez Jiménez     | 1979                | 8 de mayo de 1982   |                              | Rodrigo Carazo Odio               | [ 5 ]  |
| 6  | Mario Espinoza Sánchez      | 8 de mayo de 1982   | 1983                |                              | Luis Alberto Monge Álvarez        | [ 5 ]  |
| 7  | Carlos Roverssi Rojas       | 1983                | 1985                |                              | Luis Alberto Monge Álvarez        | [ 5 ]  |
| 8  | Julián Solano Bentes        | 1985                | 8 de mayo de 1986   |                              | Luis Alberto Monge Álvarez        | [ 5 ]  |
| 9  | Federico Tinoco Carmona     | 8 de mayo de 1986   | 8 de mayo de 1990   | Óscar Arias Sánchez          |                                   | [ 5 ]  |
| 10 | Jeremías Vargas Chavarría   | 8 de mayo de 1990   | 1991                |                              | Rafael Ángel Calderón Fournier    | [ 5 ]  |
| 11 | María Esther López Villiers | 1991                | 8 de mayo de 1994   |                              | Rafael Ángel Calderón Fournier    | [ 5 ]  |
| 12 | Pedro Gamboa Barrantes      | 8 de mayo de 1994   | 1997                |                              | José María Figueres Olsen         | [ 5 ]  |
| 13 | Sergio Garro Reyes          | 1997                | 8 de mayo de 1998   |                              | José María Figueres Olsen         | [ 5 ]  |
| 14 | Lilliana Fallas Valverde    | 8 de mayo de 1998   | 8 de mayo de 2002   |                              | Miguel Ángel Rodríguez Echeverría | [ 5 ]  |
| 15 | Anabelle Lang Ortiz         | 8 de mayo de 2002   | 8 de mayo de 2006   | Abel Pacheco de la Espriella | [ 8 ]                             |        |
| 16 | Olga Corrales Sánchez       | 8 de mayo de 2006   | 15 de abril de 2008 |                              | Óscar Arias Sánchez               | [ 9 ]  |
| 17 | Marcia Valladares Bermúdez  | 16 de abril de 2008 | 8 de mayo de 2010   |                              | Óscar Arias Sánchez               | [ 9 ]  |
| 18 | Shirley Calvo Jiménez       | 8 de mayo de 2010   | 8 de mayo de 2014   | Laura Chinchilla Miranda     | [ 10 ]                            |        |
| 19 | Harys Regidor Barboza       | 8 de mayo de 2014   | 8 de mayo de 2018   |                              | Luis Guillermo Solís Rivera       | [ 11 ] |
| 20 | Franklin Corella Vargas     | 8 de mayo de 2018   | En la actualidad    | Carlos Alvarado Quesada      | [ 3 ]                             |        |

## Historia de las asociaciones de desarrollo comunal en la década de 1970[12]
Una investigación publicada en la prestigiosa revista científica Cuadernos de Investigación UNED analizó el papel de las asociaciones de desarrollo comunal en Costa Rica durante la década de 1970, dentro del marco de la política estatal de promoción del desarrollo local, a partir de la creación de la Dirección Nacional de Desarrollo de la Comunidad (DINADECO) en 1967. El estudio se centra en el periodo comprendido entre 1968 y 1978, durante el cual se documentó la existencia de 807 asociaciones comunales y 26 asociaciones regionales en todo el país. Para finales de esa década, el 90% de los distritos ya contaban con al menos una asociación. Según el análisis, los resultados económicos fueron notables: el valor agregado agrícola nacional superó el promedio de otros países latinoamericanos, mientras que el crecimiento del valor agregado industrial fue aún mayor y más sostenido.
No obstante, el estudio también señala que los beneficios económicos no se distribuyeron equitativamente, evidenciando que, entre 1971 y 1977, el 20% de las familias más ricas del país aumentaron su riqueza en un 11%, mientras que numerosos agricultores perdieron sus tierras y pasaron a situaciones de subempleo; cerca de 125 000 personas se vieron obligadas a emigrar.
Esta investigación propuso una hipótesis que plantea que durante la década de 1970 existieron relaciones múltiples, comunicantes y complementarias entre las asociaciones de desarrollo comunal y los gobiernos municipales. Sin embargo, el modelo de crecimiento económico acumuló un déficit estructural que contribuyó al debilitamiento de muchas de estas organizaciones a finales de la década. La decisión del gobierno de Rodrigo Carazo Odio en 1978 de incorporar a DINADECO al Ministerio de Cultura —una cartera con escasa influencia política— y de reducir significativamente su presupuesto, ´puede considerarse como un punto crítico que merece mayor investigación.